# Donauschule

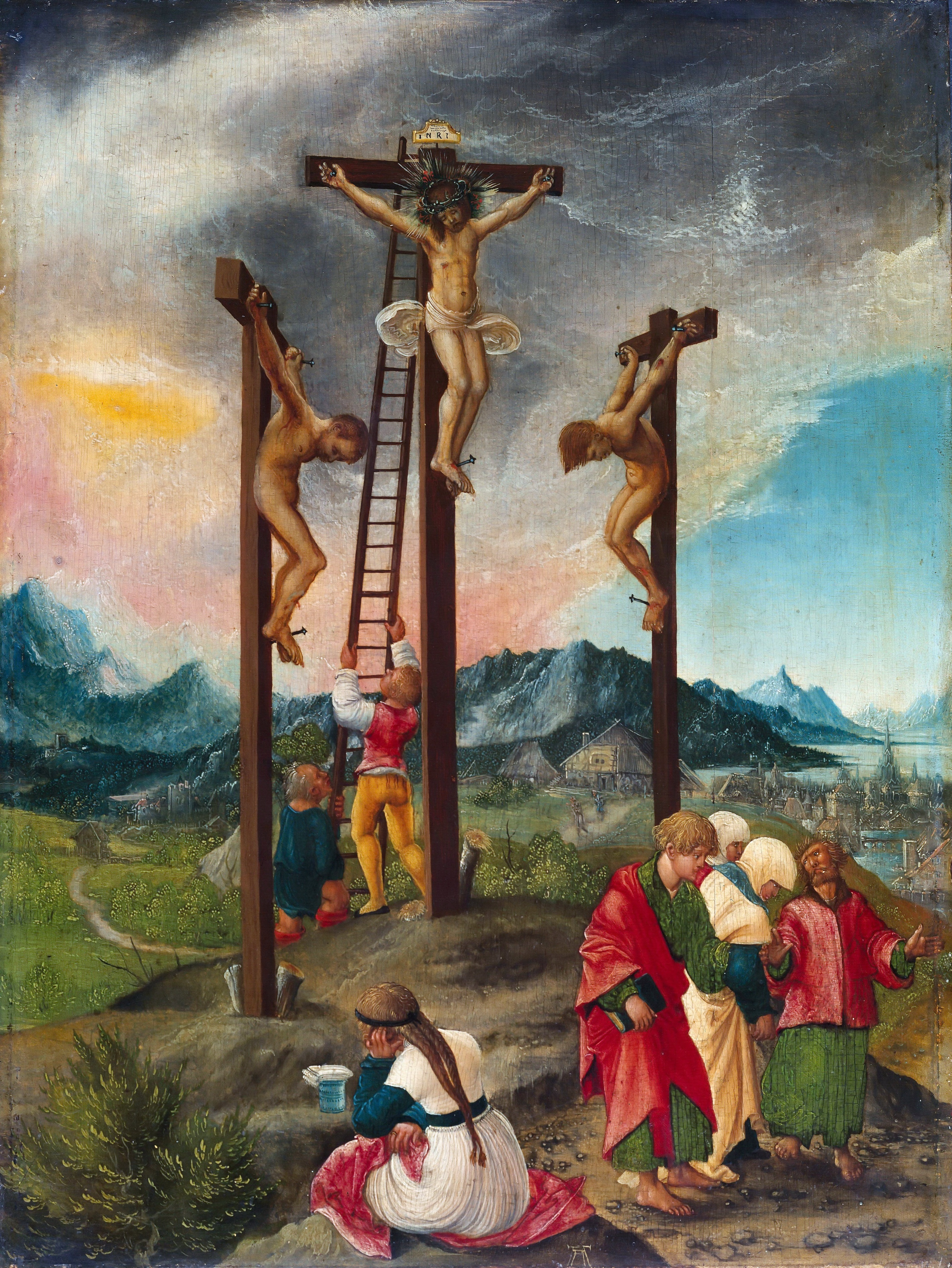
Kreuzigung Christi
von Albrecht Altdorfer

Donauschule oder Donaustil ist eine umstrittene Bezeichnung für einen Kreis von Malern des ersten Drittels des 16. Jahrhunderts, die in Bayern und im nördlichen Teil Österreichs (also entlang der Donau) tätig waren. Der Begriff Schule ist missverständlich, da die Mehrzahl der zu ihr gezählten Künstler nie in einer Lehrer-Schüler-Beziehung zueinander standen. Ihr Zusammenfassen unter diesem Sammelbegriff beruhte vielmehr auf den ihnen gemeinsamen Stilmerkmalen. Üblicherweise gilt die Donauschule als Bindeglied zwischen Spätgotik und Renaissance.

## Begriffsgeschichte
Der Begriff Donaustil wurde erstmals 1892 von Theodor von Frimmel in seiner Rezension der Dissertation des Berliner Kunsthistorikers Max J. Friedländer über Albrecht Altdorfer verwendet und definiert. Er sah in der Malerei der Donauregion einen Unterschied zur Kunst des übrigen Deutschlands und verstand Albrecht Altdorfer als ihren Hauptvertreter. In den folgenden Jahren und Jahrzehnten wurde der Begriff immer wieder unreflektiert übernommen, obwohl schon Max Jakob Friedländer 1922 die Ungenauigkeit des Begriffs kritisierte und eine klarere Stilbestimmung forderte.

## Vertreter
Als Hauptvertreter werden üblicherweise Albrecht Altdorfer und Wolf Huber angesehen. Weitere Vertreter sind beispielsweise Hans Pruckendorfer, Rueland Frueauf der Jüngere, der frühe Lucas Cranach der Ältere, Jörg Breu der Ältere, Erhard Altdorfer, Michael Ostendorfer, Georg Lemberger, der Historia-Meister, der Meister von Mühldorf, der Meister der Wunder von Mariazell, der Meister des Pulkauer Altars und Nikolaus Kirberger. Im Bereich der Bildschnitzerei ist z. B. Augustin Hirschvogel, in jenem der Grafik Meister IP der Donauschule nahestehend.
Ihre Wirkungsstätten sind neben Regensburg und Passau auch Wien und einige österreichische Klöster wie Melk und Sankt Florian.
Auch Malereien im Ingolstädter Münster Zur Schönen Unserer Lieben Frau wie die des Altars der ehemaligen Barbarakapelle des Münsters dokumentieren die Donauschule.

## Merkmale
Charakteristisch für die Donauschule ist ein neues, vorher unbekanntes Naturempfinden. Die Natur erhält in ihren Bildern einen eigenständigen Rang – von Wolf Huber sind die ersten Naturstudien ohne Menschendarstellungen nördlich der Alpen bekannt. Erstmals im mitteleuropäischen Raum wird das Geschehen auch in eine Landschaft eingebettet, die nicht selten symbolisch hervorgehoben wird. Laut Lenhardt sprengte die Donauschule das Bild der Laube als Vision des Himmels in der Architektur von Sakralbauten auf und weitete es zum Porträt der Landschaft. Die Landschaft erhält oft einen das Hauptthema des Bildes unterstreichenden Symbolgehalt; wird beispielsweise eine Kreuzigung dargestellt, ist der Himmel oft von dunklen Wolken überzogen, die das gesamte Bild düster wirken lassen.
Diese poetische und symbolische Überhöhung der Landschaft korrespondiert mit Stilmitteln, die neuere Beobachter oft an den Expressionismus erinnert haben. Begriffe wie Symbollandschaft, sachgetreue Landschaft, sympathetische Landschaft oder Stimmungslandschaft werden von Kunsthistorikern wie Keneth Clark oder Götz Pochat geprägt.

## Auswahl von Werken

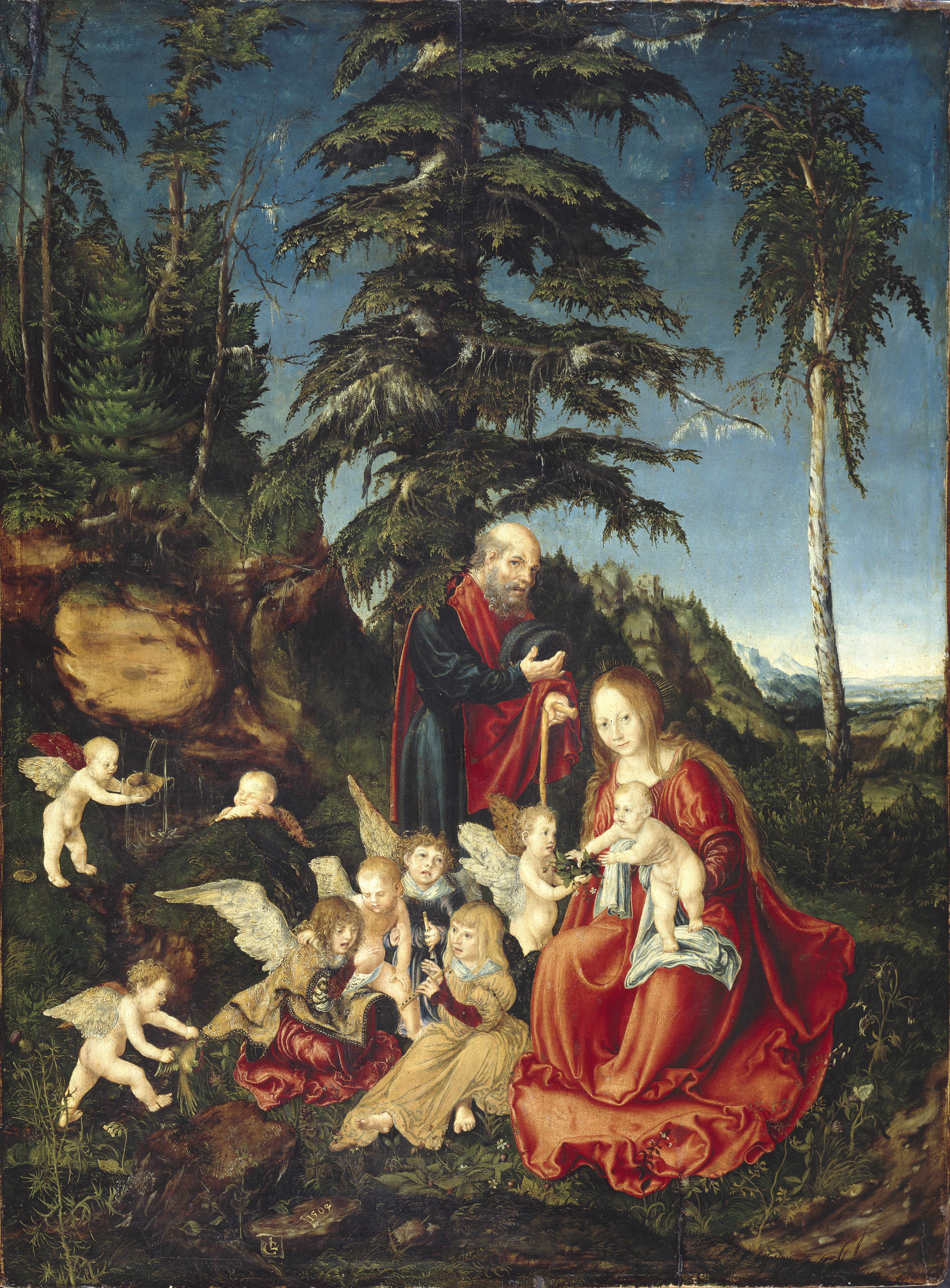
Die Ruhe auf der Flucht von Lucas Cranach dem Älteren
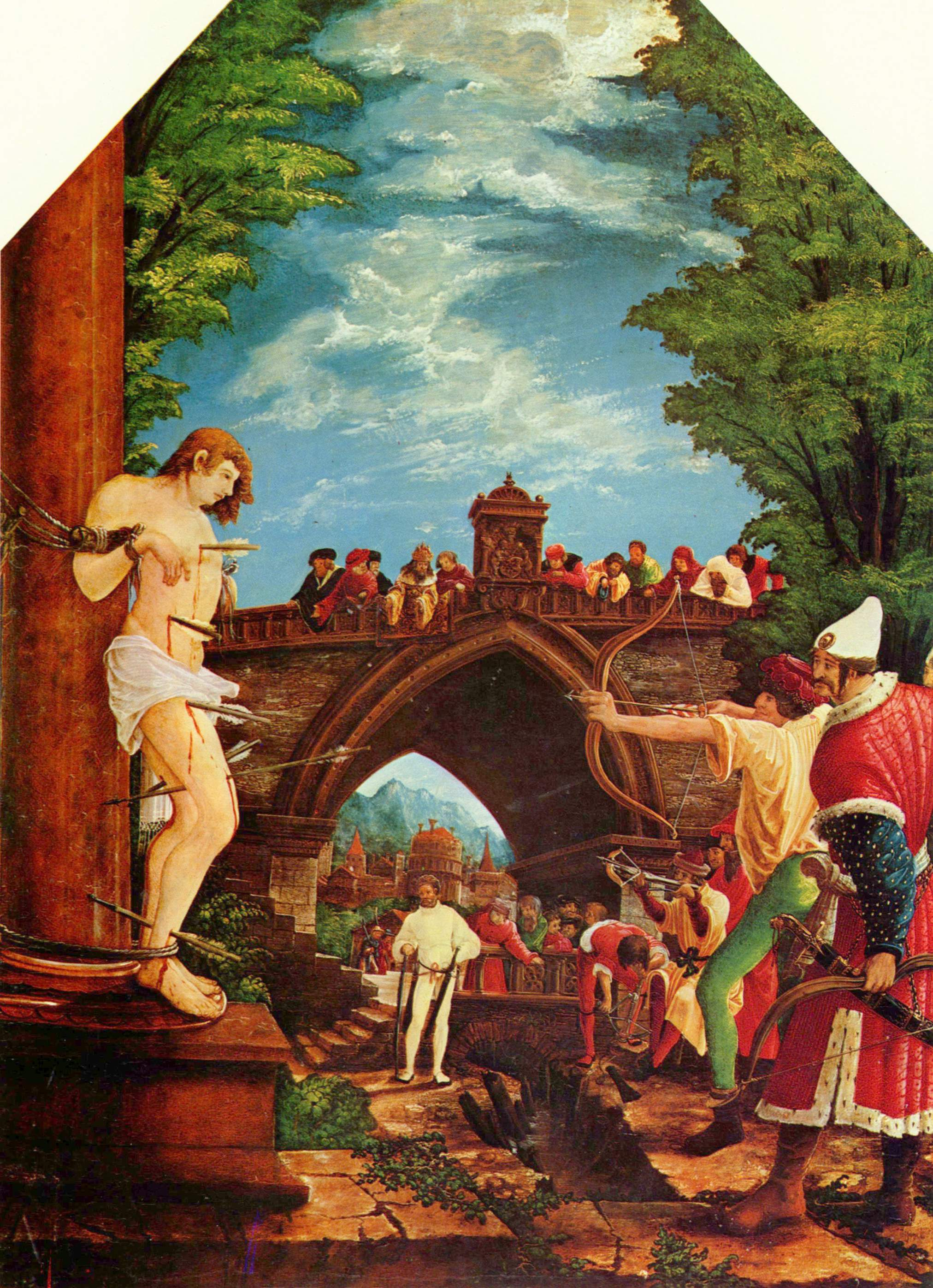
Sebastiansaltar im Stift Sankt Florian von Albrecht Altdorfer
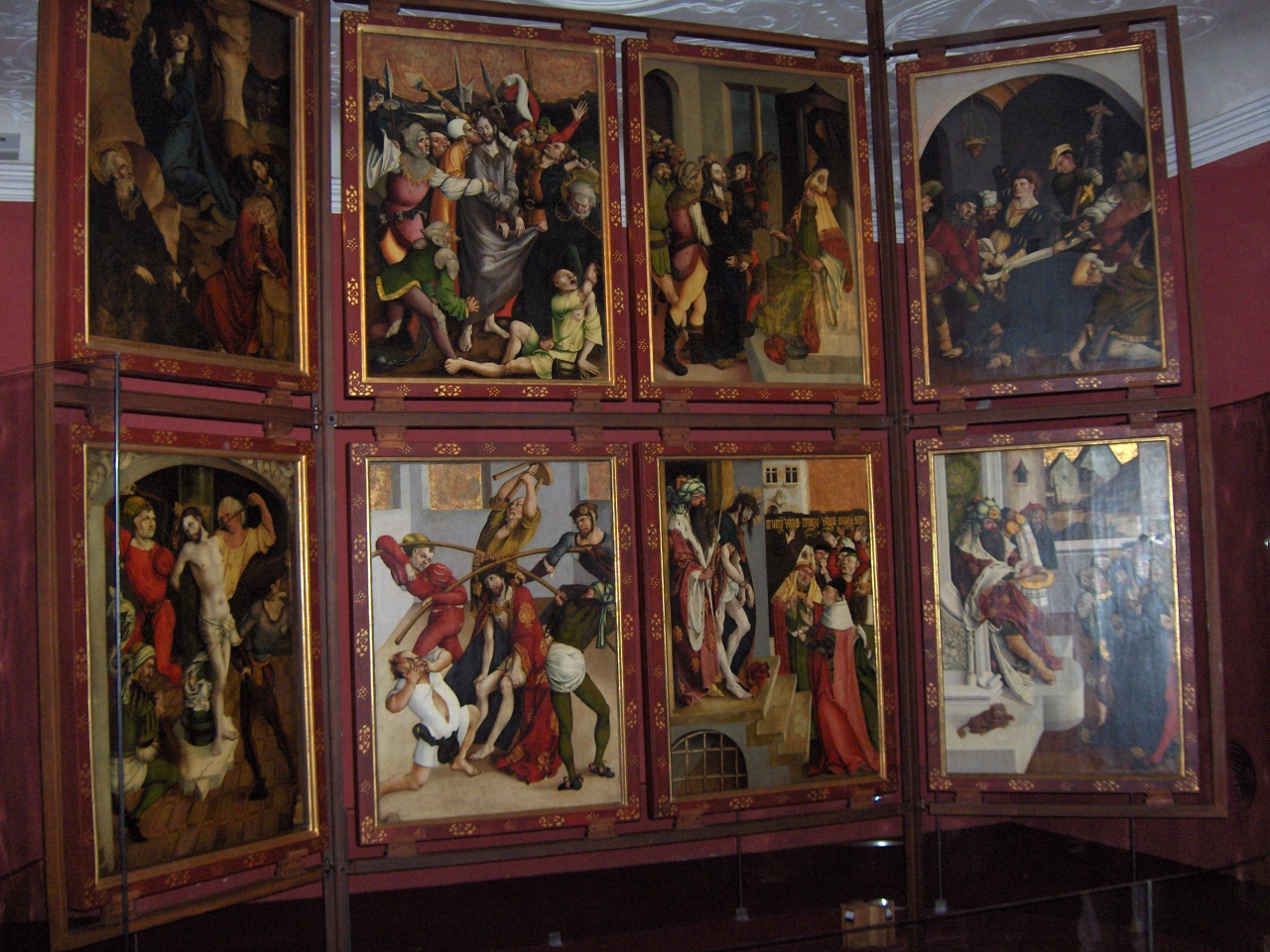
Ehemaliger Hochaltar der Stiftskirche Melk von Jörg Breu

- Kreuzigung Christi von Albrecht Altdorfer (siehe oben)
- Drachenkampf des heiligen Georg von Albrecht Altdorfer; darin sind alle Hauptmerkmale des Donaustils in sich vereint
- Illustrationen zur Lebensgeschichte Friedrichs III. vom namentlich nicht bekannten sogenannten Meister der Historia Friderici et Maximiliani (vielleicht Altdorfer oder ein Schüler von ihm)
- Hochaltar von Pulkau vom sogenannten Meister des Pulkauer Altars
- Vöhlin’sches Stifterbild im Antoniterkloster Memmingen; von einem anonymen Maler
- Wunderaltäre in Mariazell vom sogenannten Meister der Wunder von Mariazell
- Christus am Ölberg von Wolf Huber